# Китайски горал
Китайски горал (Naemorhedus griseus) е вид бозайник от семейство Кухороги (Bovidae). Видът е световно застрашен, със статут Уязвим.

## Разпространение и местообитание
Разпространен е в Китай, Индия, Мианмар, Тайланд и Виетнам.